# 카지미에라스 스테포나스 샤울리스

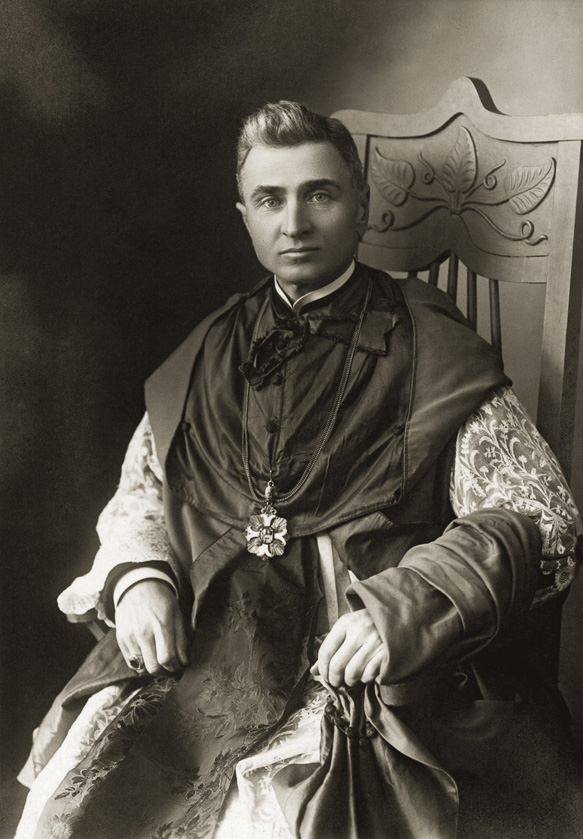
카지미에라스 스테포나스 샤울리스

카지미에라스 스테포나스 샤울리스(리투아니아어: Kazimieras Steponas Šaulys, 리투아니아어 발음: [kɐzʲɪˈmʲierɐs ˈstʲæːpɒnɐs ʃauˈlʲîːs] ( 듣기), 1872년 1월 28일~1964년 5월 9일)는 리투아니아의 로마 가톨릭 사제, 신학자이다. 리투아니아 독립 선언서에 서명한 20인 중 한 사람이다.